# 캐서린 켈리 랭
캐서린 켈리 랭(Katherine Kelly Lang, 1961년 7월 25일 ~ )은 미국의 배우이다.

## 출연 작품
- 모놀리스 (2016)
- 마인드 스톰 (1996)
- 한밤의 테러 (1994)
- 비앤비 (1987)
- 아메리카 퇴조 (1987)
- 스케이트타운 (1979)
- 더 영 앤 더 레스트리스 (1973)